# Филип Вуянович
Филип Вуянович (на сръбски: Филип Вујановић) е политик от Демократическата партия на социалистите в Черна гора и президент на Черна гора.
Избран е за президент на 11 май 2003 г., след като получава 63,3% от гласовете. През 2013 година е преизбран с малко мнозинство при оспорвани от опозицията избори.
Роден е на 1 септември 1954 г. в Белград. Следва в Юридическия факултет на Белградския университет и се дипломира през 1978 г.
Женен е и има 2 дъщери и син.